# Шавырин, Анатолий Тихонович
Анато́лий Ти́хонович Шавы́рин (1907—1997) — советский работник сельского хозяйства, Герой Социалистического Труда (1967), участник Великой Отечественной войны.

## Биография
Родился в 1929 году с селе Рассыпное Медвеженского уезда Ставропольской губернии (ныне Песчанокопский район, Ростовская область). Во время Гражданской войны потерял отца и мать. В одиннадцать лет Анатолию пришлось наняться в батраки к кулаку Пономаренко. Сначала ухаживал за скотом, потом был помощником машиниста на молотилке.
В 1929 году вместе с другими односельчанами вступил в ТОЗ. Потом — служил в армии, после службы окончил курсы трактористов.
Работал в совхозе «Гигант» трактористом. А после его разукрупнения в 1934 году — в зерносовхозе «Целинский». Более 40 лет проработал здесь Анатолий Тихонович.
В начале шестидесятых Анатолий Тихонович Шавырин создал звено из молодых механизаторов по выращиванию сахарной свеклы и других кормов.
Правительство высоко оценило многолетний труд участника войны, тракториста-организатора, Анатолия Тихоновича Шавырина, присвоив ему звание Героя Социалистического Труда.
Нездоровье заставило его оставить штурвал «стального коня» и уехать на родину — в село Летник Песчанокопского района.
Умер 5 декабря 1997 года.

## Награды
- Указом Президиума Верховного Совета СССР от 19 апреля 1967 года присвоено звание Героя Социалистического Труда (в числе передовиков сельского хозяйства РСФСР, особо отличившимся в увеличении производства и заготовок зерна в 1966 году).[1] К боевым наградам Шавырина прибавились орден Ленина и золотая медаль «Серп и Молот».